# اقتران متعدد الخطية
في الجبر الخطي، الاقتران المتعدد الخطية هو دالة في عدة متغيرات خطية في كل منهم على حدة. بشكل دقيق، الاقتران المتعدد الخطية هو دالة
{\displaystyle f\colon V_{1}\times \cdots \times V_{n}\to W}،
حيث {\displaystyle V_{1},\ldots ,V_{n}} و {\displaystyle W\!} فضاءات متجهة بالخاصة التالية: لكل {\displaystyle i\!}، إذا ثبّتنا كل المتغيرات عدا {\displaystyle v_{i}\!}، فإن {\displaystyle f(v_{1},\ldots ,v_{n})} هي دالة خطية على {\displaystyle v_{i}\!}.
الاقتران المتعدد الخطية على متغير واحد هو مجرد دالة خطية، وعلى متغيرين هو اقتران ثنائي خطي. بشكل عام، الاقتران متعدد الخطية على ك متغير يسمى اقتران ك-خطي. يعتبر الاقتران متعدد الخطية الموضوع الرئيسيي للدراسة في الجبر المتعدد الخطية.
إذا انتمت جميع المتغيرات لنفس الفضاء المتجهي، نستطيع النظر في الاقترانات الك-خطية التماثلية والتماثلية المنحرفة.

## أمثلة
- أي اقتران ثنائي خطي هو اقتران متعدد الخطية، على سبيل المثال، أي جداء داخلي على فضاء متجهي يعتبر اقتران ثنائي خطيًا، كما هو الضرب الاتجاهي للمتجهات في {\displaystyle \mathbb {R} ^{3}}.
- المحدد للمصفوفة هو اقتران متعدد الخطية تماثلي منحرف على أعمدة (أو صفوف) المصفوفة المربعة.